# George Polk

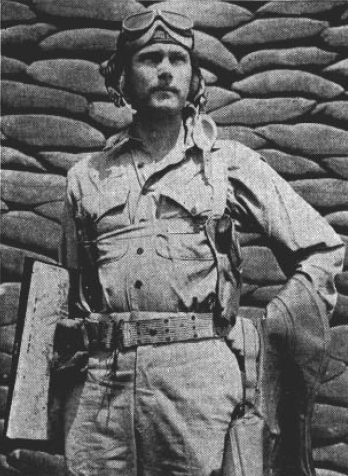
George Polk

George Polk (* 17. Oktober 1913 in Fort Worth, Texas; † vor dem 16. Mai 1948 in Griechenland) war ein US-amerikanischer linksgerichteter Journalist.

## Leben und Wirken
1938 graduierte er an der University of Alaska. Nach seinem Abschluss in Englischer Sprache, arbeitete er als Zeitungsreporter in China und Frankreich. Anfang 1942 trat er als Pilot in die U.S. Navy ein. 1943 wurde Polk bei der Suchaktion nach einem Piloten und Kameraden nahe den Salomonen von zwei japanischen Jägern angegriffen, konnte jedoch fliehen und Notwassern. Er fand Unterschlupf bei salomonischen Bürgern, die ihm zu essen gaben und er konnte nach einer Woche einem U.S. Flugzeug Zeichen geben.
Nach dem Zweiten Weltkrieg wurde Polk CBS News Korrespondent. Er berichtete aus dem Griechischen Bürgerkrieg (1946–49). Griechenlands konservative Regierung wurde ab Mai 1947 von den USA im Rahmen der Truman-Doktrin unterstützt. Polk kritisierte diese Unterstützung für das "rechtsgerichtete autoritäre Regime". Er recherchierte, dass Mitglieder der griechischen Regierung US-Hilfen veruntreut hätten, und plante, Markos Vafiadis, den Ministerpräsidenten der kommunistischen Gegenregierung, zum Interview zu treffen. Am 16. Mai wurde er mit einem Kopfschuss tot aufgefunden. Zwei Kommunisten wurden für schuldig befunden und ein befreundeter Journalist gestand seine angebliche Mittäterschaft unter Folter.
Kurz nach seinem Tod schufen Journalisten die nach ihm benannten George-Polk-Preise für besondere journalistische Leistungen.